# Ronde van Drenthe for kvinder 2019
Den 13. udgave af Ronde van Drenthe blev afholdt den 17. marts 2019. Det var den anden konkurrence i UCI Women's World Tour 2019. Løbet blev vundet af italienske Marta Bastianelli fra Team Virtu Cycling Women.

## Hold og ryttere
| UCI Women's Teams (20)- Alé Cipollini - Biehler Pro Cycling - Bigla - Bizkaia-Durango - Boels Dolmans - Canyon-SRAM Racing - CCC-Liv - FDJ-Nouvelle Aquitaine-Futuroscope - Health Mate-Ladies Team - Hitec Products - Lotto Soudal Ladies - Mitchelton-Scott - Movistar Team - Parkhotel Valkenburg-Destil - Sunweb Women - Tibco-Silicon Valley Bank - Trek-Segafredo - Valcar Cylance - Virtu Cycling Women - WNT-Rotor Pro Cycling Landshold- Holland |
| |

### Danske ryttere
- Amalie Dideriksen kørte for Boels-Dolmans
- Trine Schmidt kørte for Team Virtu Cycling Women
- Julie Leth kørte for Bigla Pro Cycling

## Resultater
| \| Samlede stilling \| Samlede stilling \| Samlede stilling \| Samlede stilling \| Samlede stilling \| \| Rytter \| Rytter \| Hold \| Tid \| \| \| ---------------- \| ----------------- \| --------------------- \| ---------------- \| ---------------- \| \| 1. \| Marta Bastianelli \| Virtu Cycling Women \| 4t 24' 14" \| \| \| 2. \| Chantal Blaak \| Boels Dolmans \| + 0" \| \| \| 3. \| Ellen van Dijk \| Trek-Segafredo \| + 0" \| \| \| 4. \| Amy Pieters \| Boels Dolmans \| + 20" \| \| \| 5. \| Lotte Kopecky \| Lotto Soudal Ladies \| + 20" \| \| \| 6. \| Amalie Dideriksen \| Boels Dolmans \| + 20" \| \| \| 7. \| Floortje Mackaij \| Sunweb \| + 20" \| \| \| 8. \| Kirsten Wild \| WNT-Rotor Pro Cycling \| + 20" \| \| \| 9. \| Romy Kasper \| Alé Cipollini \| + 20" \| \| \| 10. \| Jip van den Bos \| Boels Dolmans \| + 20" \| \| |                   |                       |            |
| |                   |                       |            |
| Kilde: ProCyclingStats |                   |                       |            |
| Samlede stilling |                   |                       |            |
| Rytter | Rytter            | Hold                  | Tid        |
| 1. | Marta Bastianelli | Virtu Cycling Women   | 4t 24' 14" |
| 2. | Chantal Blaak     | Boels Dolmans         | + 0"       |
| 3. | Ellen van Dijk    | Trek-Segafredo        | + 0"       |
| 4. | Amy Pieters       | Boels Dolmans         | + 20"      |
| 5. | Lotte Kopecky     | Lotto Soudal Ladies   | + 20"      |
| 6. | Amalie Dideriksen | Boels Dolmans         | + 20"      |
| 7. | Floortje Mackaij  | Sunweb                | + 20"      |
| 8. | Kirsten Wild      | WNT-Rotor Pro Cycling | + 20"      |
| 9. | Romy Kasper       | Alé Cipollini         | + 20"      |
| 10. | Jip van den Bos   | Boels Dolmans         | + 20"      |

## Startliste
| Boels Dolmans DLT | Boels Dolmans DLT                  | Boels Dolmans DLT |
| ----------------- | ---------------------------------- | ----------------- |
| Nr.               | Rytter                             | Placering         |
| 1                 | Amy Pieters (NED)                  | 4.                |
| 2                 | Chantal Blaak (NED) (landevej)     | 2.                |
| 3                 | Eva Buurman (NED)                  | 38.               |
| 4                 | Amalie Dideriksen (DEN) (landevej) | 6.                |
| 5                 | Christine Majerus (LUX) (landevej) | DNF               |
| 6                 | Jip van den Bos (NED)              | 10.               |

| Canyon-SRAM Racing CSR | Canyon-SRAM Racing CSR | Canyon-SRAM Racing CSR |
| ---------------------- | ---------------------- | ---------------------- |
| Nr.                    | Rytter                 | Placering              |
| 11                     | Alice Barnes (GBR)     | 16.                    |
| 12                     | Tiffany Cromwell (AUS) | 13.                    |
| 13                     | Rotem Gafinovitz (ISR) | 37.                    |
| 14                     | Lisa Klein (GER)       | 21.                    |
| 15                     | Ella Harris (NZL)      | 41.                    |
| 16                     | Alexis Ryan (USA)      | 19.                    |

| Alé Cipollini ALE | Alé Cipollini ALE      | Alé Cipollini ALE |
| ----------------- | ---------------------- | ----------------- |
| Nr.               | Rytter                 | Placering         |
| 21                | Soraya Paladin (ITA)   | 42.               |
| 22                | Chloe Hosking (AUS)    | 15.               |
| 23                | Romy Kasper (GER)      | 9.                |
| 24                | Karlijn Swinkels (NED) | DNF               |
| 25                | Nadia Quagliotto (ITA) | DNF               |
| 26                | Jelena Erić (SRB)      | 47.               |

| Bigla BIG | Bigla BIG                     | Bigla BIG |
| --------- | ----------------------------- | --------- |
| Nr.       | Rytter                        | Placering |
| 32        | Elizabeth Banks (GBR)         | 25.       |
| 33        | Nicole Hanselmann (SUI)       | DNF       |
| 34        | Maria Vittoria Sperotto (ITA) | DNF       |
| 35        | Julie Leth (DEN)              | 30.       |
| 36        | Martina Alzini (ITA)          | DNF       |

| CCC-Liv CCC | CCC-Liv CCC           | CCC-Liv CCC |
| ----------- | --------------------- | ----------- |
| Nr.         | Rytter                | Placering   |
| 41          | Valerie Demey (BEL)   | DNF         |
| 42          | Evy Kuijpers (NED)    | 22.         |
| 43          | Marta Lach (POL)      | DNF         |
| 44          | Jeanne Korevaar (NED) | DNF         |
| 45          | Riejanne Markus (NED) | DNF         |
| 46          | Marianne Vos (NED)    | 11.         |

| FDJ-Nouvelle Aquitaine-Futuroscope FDJ | FDJ-Nouvelle Aquitaine-Futuroscope FDJ | FDJ-Nouvelle Aquitaine-Futuroscope FDJ |
| -------------------------------------- | -------------------------------------- | -------------------------------------- |
| Nr.                                    | Rytter                                 | Placering                              |
| 51                                     | Victorie Guilman (FRA)                 | DNF                                    |
| 52                                     | Coralie Demay (FRA)                    | DNF                                    |
| 53                                     | Emilia Fahlin (SWE) (landevej)         | DNF                                    |
| 54                                     | Lauren Kitchen (AUS)                   | 28.                                    |
| 55                                     | Greta Richioud (FRA)                   | DNF                                    |
| 56                                     | Maëlle Grossetête (FRA)                | DNF                                    |

| Mitchelton-Scott MTS | Mitchelton-Scott MTS | Mitchelton-Scott MTS |
| -------------------- | -------------------- | -------------------- |
| Nr.                  | Rytter               | Placering            |
| 61                   | Jessica Allen (AUS)  | DNF                  |
| 62                   | Grace Brown (AUS)    | 32.                  |
| 63                   | Gracie Elvin (AUS)   | 43.                  |
| 64                   | Sarah Roy (AUS)      | 14.                  |
| 65                   | Lucy Kennedy (AUS)   | DNF                  |

| Parkhotel Valkenburg PHV | Parkhotel Valkenburg PHV | Parkhotel Valkenburg PHV |
| ------------------------ | ------------------------ | ------------------------ |
| Nr.                      | Rytter                   | Placering                |
| 71                       | Roxane Knetemann (NED)   | 23.                      |
| 72                       | Nina Buysman (NED)       | DNF                      |
| 73                       | Lorena Wiebes (NED)      | DNF                      |
| 74                       | Femke Markus (NED)       | DNF                      |
| 75                       | Marit Raaijmakers (NED)  | DNF                      |
| 76                       | Esther van Veen (NED)    | DNF                      |

| Tibco-Silicon Valley Bank TIB | Tibco-Silicon Valley Bank TIB | Tibco-Silicon Valley Bank TIB |
| ----------------------------- | ----------------------------- | ----------------------------- |
| Nr.                           | Rytter                        | Placering                     |
| 82                            | Ingrid Drexel (MEX)           | DNF                           |
| 83                            | Alison Jackson (CAN)          | 29.                           |
| 84                            | Nina Kessler (NED)            | 48.                           |
| 85                            | Kendall Ryan (USA)            | DNF                           |
| 86                            | Rozanne Slik (NED)            | DNF                           |

| Virtu Cycling Women TVC | Virtu Cycling Women TVC            | Virtu Cycling Women TVC |
| ----------------------- | ---------------------------------- | ----------------------- |
| Nr.                     | Rytter                             | Placering               |
| 91                      | Marta Bastianelli (ITA) (landevej) | 1.                      |
| 92                      | Sofia Bertizzolo (ITA)             | 33.                     |
| 93                      | Barbara Guarischi (ITA)            | DNF                     |
| 94                      | Mieke Kröger (GER)                 | 34.                     |
| 95                      | Trine Schmidt (DEN)                | DNF                     |
| 96                      | Katarzyna Pawłowska (POL)          | DNF                     |

| Trek-Segafredo TFS | Trek-Segafredo TFS             | Trek-Segafredo TFS |
| ------------------ | ------------------------------ | ------------------ |
| Nr.                | Rytter                         | Placering          |
| 101                | Lauretta Hanson (AUS)          | DNF                |
| 102                | Lotta Lepistö (FIN) (landevej) | 18.                |
| 103                | Abigail Van Twisk (GBR)        | DNF                |
| 104                | Audrey Cordon-Ragot (FRA)      | 26.                |
| 105                | Ellen van Dijk (NED)           | 3.                 |
| 106                | Anna Plichta (POL)             | DNF                |

| Valcar Cylance VAL | Valcar Cylance VAL              | Valcar Cylance VAL |
| ------------------ | ------------------------------- | ------------------ |
| Nr.                | Rytter                          | Placering          |
| 111                | Elisa Balsamo (ITA)             | DNF                |
| 112                | Marta Cavalli (ITA) (landevej)  | DNF                |
| 113                | Maria Giulia Confalonieri (ITA) | 17.                |
| 114                | Dalia Muccioli (ITA)            | DNF                |
| 115                | Silvia Persico (ITA)            | DNF                |
| 116                | Ilaria Sanguineti (ITA)         | DNF                |

| WNT-Rotor Pro Cycling WNT | WNT-Rotor Pro Cycling WNT | WNT-Rotor Pro Cycling WNT |
| ------------------------- | ------------------------- | ------------------------- |
| Nr.                       | Rytter                    | Placering                 |
| 121                       | Lisa Brennauer (GER)      | 27.                       |
| 122                       | Sarah Rijkes (AUT)        | DNF                       |
| 123                       | Erica Magnaldi (ITA)      | DNF                       |
| 124                       | Lin Lea Teutenberg (GER)  | DNF                       |
| 125                       | Lara Vieceli (ITA)        | DNF                       |
| 126                       | Kirsten Wild (NED)        | 8.                        |

| Biehler Pro Cycling BPC | Biehler Pro Cycling BPC  | Biehler Pro Cycling BPC |
| ----------------------- | ------------------------ | ----------------------- |
| Nr.                     | Rytter                   | Placering               |
| 131                     | Henrietta Colborne (GBR) | DNF                     |
| 132                     | Merel Hofman (NED)       | DNF                     |
| 133                     | Roos Hoogeboom (NED)     | DNF                     |
| 134                     | Melanie Klement (NED)    | DNF                     |
| 135                     | Natalie van Gogh (NED)   | DNF                     |
| 136                     | Nienke Wasmus (NED)      | DNF                     |

| Bizkaia-Durango BDP | Bizkaia-Durango BDP    | Bizkaia-Durango BDP |
| ------------------- | ---------------------- | ------------------- |
| Nr.                 | Rytter                 | Placering           |
| 141                 | Sandra Alonso (ESP)    | 46.                 |
| 142                 | Ainara Elbusto (ESP)   | DNF                 |
| 143                 | Natalie Grinczer (GBR) | DNF                 |
| 144                 | Luisa Ibarrola (ESP)   | DNF                 |
| 145                 | Isabel Martin (ESP)    | DNF                 |
| 146                 | Aroa Gorostiza (ESP)   | DNF                 |

| Hitec Products-Birk Sport HPU | Hitec Products-Birk Sport HPU | Hitec Products-Birk Sport HPU |
| ----------------------------- | ----------------------------- | ----------------------------- |
| Nr.                           | Rytter                        | Placering                     |
| 151                           | Grace Garner (GBR)            | DNF                           |
| 152                           | Lucy Garner (GBR)             | DNF                           |
| 153                           | Amalie Lutro (NOR)            | DNF                           |
| 154                           | Chanella Stougje (NED)        | DNF                           |
| 155                           | Marta Tagliaferro (ITA)       | 40.                           |
| 156                           | Lonneke Uneken (NED)          | DNF                           |

| Lotto Soudal Ladies LSL | Lotto Soudal Ladies LSL       | Lotto Soudal Ladies LSL |
| ----------------------- | ----------------------------- | ----------------------- |
| Nr.                     | Rytter                        | Placering               |
| 161                     | Dani Christmas (GBR)          | 44.                     |
| 162                     | Demi de Jong (NED)            | DNF                     |
| 163                     | Annelies Dom (BEL) (landevej) | 36.                     |
| 164                     | Chantal Hoffmann (LUX)        | DNF                     |
| 165                     | Lotte Kopecky (BEL)           | 5.                      |
| 166                     | Nguyễn Thị Thật (VIE)         | DNF                     |

| Movistar Team MOV | Movistar Team MOV                    | Movistar Team MOV |
| ----------------- | ------------------------------------ | ----------------- |
| Nr.               | Rytter                               | Placering         |
| 171               | Aude Biannic (FRA) (landevej)        | 24.               |
| 172               | Roxane Fournier (FRA)                | 39.               |
| 173               | Lourdes Oyarbide (ESP)               | DNF               |
| 174               | Małgorzata Jasińska (POL) (landevej) | 20.               |
| 175               | Gloria Rodríguez (ESP)               | DNF               |
| 176               | Alba Teruel Ribes (ESP)              | DNF               |

| Sunweb SUN | Sunweb SUN             | Sunweb SUN |
| ---------- | ---------------------- | ---------- |
| Nr.        | Rytter                 | Placering  |
| 181        | Susanne Andersen (NOR) | DNF        |
| 182        | Lucinda Brand (NED)    | 12.        |
| 183        | Janneke Ensing (NED)   | 31.        |
| 184        | Georgi Pfeiffer (GBR)  | 45.        |
| 185        | Floortje Mackaij (NED) | 7.         |
| 186        | Julia Soek (NED)       | DNF        |

| Holland NED | Holland NED         | Holland NED |
| ----------- | ------------------- | ----------- |
| Nr.         | Rytter              | Placering   |
| 191         | Eva Bijwaard        | DNF         |
| 192         | Maaike Boogaard     | DNF         |
| 193         | Cathalijne Hoolwerf | DNF         |
| 194         | Eva Jonkers         | DNF         |
| 195         | Anne Tauber         | DNF         |
| 196         | Amber van der Hulst | 35.         |

| Health Mate-Ladies Team HMT | Health Mate-Ladies Team HMT   | Health Mate-Ladies Team HMT |
| --------------------------- | ----------------------------- | --------------------------- |
| Nr.                         | Rytter                        | Placering                   |
| 201                         | Sara Mustonen (SWE)           | DNF                         |
| 202                         | Esther Meisels (ISR)          | DNF                         |
| 203                         | Kathrin Schweinberger (AUT)   | DNF                         |
| 204                         | Christina Schweinberger (AUT) | DNF                         |
| 205                         | Kirstie van Haaften (NED)     | DNF                         |
| 206                         | Kylie Waterreus (NED)         | DNF                         |

| Boels Dolmans DLT | Boels Dolmans DLT                  | Boels Dolmans DLT |
| ----------------- | ---------------------------------- | ----------------- |
| Nr.               | Rytter                             | Placering         |
| 1                 | Amy Pieters (NED)                  | 4.                |
| 2                 | Chantal Blaak (NED) (landevej)     | 2.                |
| 3                 | Eva Buurman (NED)                  | 38.               |
| 4                 | Amalie Dideriksen (DEN) (landevej) | 6.                |
| 5                 | Christine Majerus (LUX) (landevej) | DNF               |
| 6                 | Jip van den Bos (NED)              | 10.               |

| Canyon-SRAM Racing CSR | Canyon-SRAM Racing CSR | Canyon-SRAM Racing CSR |
| ---------------------- | ---------------------- | ---------------------- |
| Nr.                    | Rytter                 | Placering              |
| 11                     | Alice Barnes (GBR)     | 16.                    |
| 12                     | Tiffany Cromwell (AUS) | 13.                    |
| 13                     | Rotem Gafinovitz (ISR) | 37.                    |
| 14                     | Lisa Klein (GER)       | 21.                    |
| 15                     | Ella Harris (NZL)      | 41.                    |
| 16                     | Alexis Ryan (USA)      | 19.                    |

| Alé Cipollini ALE | Alé Cipollini ALE      | Alé Cipollini ALE |
| ----------------- | ---------------------- | ----------------- |
| Nr.               | Rytter                 | Placering         |
| 21                | Soraya Paladin (ITA)   | 42.               |
| 22                | Chloe Hosking (AUS)    | 15.               |
| 23                | Romy Kasper (GER)      | 9.                |
| 24                | Karlijn Swinkels (NED) | DNF               |
| 25                | Nadia Quagliotto (ITA) | DNF               |
| 26                | Jelena Erić (SRB)      | 47.               |

| Bigla BIG | Bigla BIG                     | Bigla BIG |
| --------- | ----------------------------- | --------- |
| Nr.       | Rytter                        | Placering |
| 32        | Elizabeth Banks (GBR)         | 25.       |
| 33        | Nicole Hanselmann (SUI)       | DNF       |
| 34        | Maria Vittoria Sperotto (ITA) | DNF       |
| 35        | Julie Leth (DEN)              | 30.       |
| 36        | Martina Alzini (ITA)          | DNF       |

| CCC-Liv CCC | CCC-Liv CCC           | CCC-Liv CCC |
| ----------- | --------------------- | ----------- |
| Nr.         | Rytter                | Placering   |
| 41          | Valerie Demey (BEL)   | DNF         |
| 42          | Evy Kuijpers (NED)    | 22.         |
| 43          | Marta Lach (POL)      | DNF         |
| 44          | Jeanne Korevaar (NED) | DNF         |
| 45          | Riejanne Markus (NED) | DNF         |
| 46          | Marianne Vos (NED)    | 11.         |

| FDJ-Nouvelle Aquitaine-Futuroscope FDJ | FDJ-Nouvelle Aquitaine-Futuroscope FDJ | FDJ-Nouvelle Aquitaine-Futuroscope FDJ |
| -------------------------------------- | -------------------------------------- | -------------------------------------- |
| Nr.                                    | Rytter                                 | Placering                              |
| 51                                     | Victorie Guilman (FRA)                 | DNF                                    |
| 52                                     | Coralie Demay (FRA)                    | DNF                                    |
| 53                                     | Emilia Fahlin (SWE) (landevej)         | DNF                                    |
| 54                                     | Lauren Kitchen (AUS)                   | 28.                                    |
| 55                                     | Greta Richioud (FRA)                   | DNF                                    |
| 56                                     | Maëlle Grossetête (FRA)                | DNF                                    |

| Mitchelton-Scott MTS | Mitchelton-Scott MTS | Mitchelton-Scott MTS |
| -------------------- | -------------------- | -------------------- |
| Nr.                  | Rytter               | Placering            |
| 61                   | Jessica Allen (AUS)  | DNF                  |
| 62                   | Grace Brown (AUS)    | 32.                  |
| 63                   | Gracie Elvin (AUS)   | 43.                  |
| 64                   | Sarah Roy (AUS)      | 14.                  |
| 65                   | Lucy Kennedy (AUS)   | DNF                  |

| Parkhotel Valkenburg PHV | Parkhotel Valkenburg PHV | Parkhotel Valkenburg PHV |
| ------------------------ | ------------------------ | ------------------------ |
| Nr.                      | Rytter                   | Placering                |
| 71                       | Roxane Knetemann (NED)   | 23.                      |
| 72                       | Nina Buysman (NED)       | DNF                      |
| 73                       | Lorena Wiebes (NED)      | DNF                      |
| 74                       | Femke Markus (NED)       | DNF                      |
| 75                       | Marit Raaijmakers (NED)  | DNF                      |
| 76                       | Esther van Veen (NED)    | DNF                      |

| Tibco-Silicon Valley Bank TIB | Tibco-Silicon Valley Bank TIB | Tibco-Silicon Valley Bank TIB |
| ----------------------------- | ----------------------------- | ----------------------------- |
| Nr.                           | Rytter                        | Placering                     |
| 82                            | Ingrid Drexel (MEX)           | DNF                           |
| 83                            | Alison Jackson (CAN)          | 29.                           |
| 84                            | Nina Kessler (NED)            | 48.                           |
| 85                            | Kendall Ryan (USA)            | DNF                           |
| 86                            | Rozanne Slik (NED)            | DNF                           |

| Virtu Cycling Women TVC | Virtu Cycling Women TVC            | Virtu Cycling Women TVC |
| ----------------------- | ---------------------------------- | ----------------------- |
| Nr.                     | Rytter                             | Placering               |
| 91                      | Marta Bastianelli (ITA) (landevej) | 1.                      |
| 92                      | Sofia Bertizzolo (ITA)             | 33.                     |
| 93                      | Barbara Guarischi (ITA)            | DNF                     |
| 94                      | Mieke Kröger (GER)                 | 34.                     |
| 95                      | Trine Schmidt (DEN)                | DNF                     |
| 96                      | Katarzyna Pawłowska (POL)          | DNF                     |

| Trek-Segafredo TFS | Trek-Segafredo TFS             | Trek-Segafredo TFS |
| ------------------ | ------------------------------ | ------------------ |
| Nr.                | Rytter                         | Placering          |
| 101                | Lauretta Hanson (AUS)          | DNF                |
| 102                | Lotta Lepistö (FIN) (landevej) | 18.                |
| 103                | Abigail Van Twisk (GBR)        | DNF                |
| 104                | Audrey Cordon-Ragot (FRA)      | 26.                |
| 105                | Ellen van Dijk (NED)           | 3.                 |
| 106                | Anna Plichta (POL)             | DNF                |

| Valcar Cylance VAL | Valcar Cylance VAL              | Valcar Cylance VAL |
| ------------------ | ------------------------------- | ------------------ |
| Nr.                | Rytter                          | Placering          |
| 111                | Elisa Balsamo (ITA)             | DNF                |
| 112                | Marta Cavalli (ITA) (landevej)  | DNF                |
| 113                | Maria Giulia Confalonieri (ITA) | 17.                |
| 114                | Dalia Muccioli (ITA)            | DNF                |
| 115                | Silvia Persico (ITA)            | DNF                |
| 116                | Ilaria Sanguineti (ITA)         | DNF                |

| WNT-Rotor Pro Cycling WNT | WNT-Rotor Pro Cycling WNT | WNT-Rotor Pro Cycling WNT |
| ------------------------- | ------------------------- | ------------------------- |
| Nr.                       | Rytter                    | Placering                 |
| 121                       | Lisa Brennauer (GER)      | 27.                       |
| 122                       | Sarah Rijkes (AUT)        | DNF                       |
| 123                       | Erica Magnaldi (ITA)      | DNF                       |
| 124                       | Lin Lea Teutenberg (GER)  | DNF                       |
| 125                       | Lara Vieceli (ITA)        | DNF                       |
| 126                       | Kirsten Wild (NED)        | 8.                        |

| Biehler Pro Cycling BPC | Biehler Pro Cycling BPC  | Biehler Pro Cycling BPC |
| ----------------------- | ------------------------ | ----------------------- |
| Nr.                     | Rytter                   | Placering               |
| 131                     | Henrietta Colborne (GBR) | DNF                     |
| 132                     | Merel Hofman (NED)       | DNF                     |
| 133                     | Roos Hoogeboom (NED)     | DNF                     |
| 134                     | Melanie Klement (NED)    | DNF                     |
| 135                     | Natalie van Gogh (NED)   | DNF                     |
| 136                     | Nienke Wasmus (NED)      | DNF                     |

| Bizkaia-Durango BDP | Bizkaia-Durango BDP    | Bizkaia-Durango BDP |
| ------------------- | ---------------------- | ------------------- |
| Nr.                 | Rytter                 | Placering           |
| 141                 | Sandra Alonso (ESP)    | 46.                 |
| 142                 | Ainara Elbusto (ESP)   | DNF                 |
| 143                 | Natalie Grinczer (GBR) | DNF                 |
| 144                 | Luisa Ibarrola (ESP)   | DNF                 |
| 145                 | Isabel Martin (ESP)    | DNF                 |
| 146                 | Aroa Gorostiza (ESP)   | DNF                 |

| Hitec Products-Birk Sport HPU | Hitec Products-Birk Sport HPU | Hitec Products-Birk Sport HPU |
| ----------------------------- | ----------------------------- | ----------------------------- |
| Nr.                           | Rytter                        | Placering                     |
| 151                           | Grace Garner (GBR)            | DNF                           |
| 152                           | Lucy Garner (GBR)             | DNF                           |
| 153                           | Amalie Lutro (NOR)            | DNF                           |
| 154                           | Chanella Stougje (NED)        | DNF                           |
| 155                           | Marta Tagliaferro (ITA)       | 40.                           |
| 156                           | Lonneke Uneken (NED)          | DNF                           |

| Lotto Soudal Ladies LSL | Lotto Soudal Ladies LSL       | Lotto Soudal Ladies LSL |
| ----------------------- | ----------------------------- | ----------------------- |
| Nr.                     | Rytter                        | Placering               |
| 161                     | Dani Christmas (GBR)          | 44.                     |
| 162                     | Demi de Jong (NED)            | DNF                     |
| 163                     | Annelies Dom (BEL) (landevej) | 36.                     |
| 164                     | Chantal Hoffmann (LUX)        | DNF                     |
| 165                     | Lotte Kopecky (BEL)           | 5.                      |
| 166                     | Nguyễn Thị Thật (VIE)         | DNF                     |

| Movistar Team MOV | Movistar Team MOV                    | Movistar Team MOV |
| ----------------- | ------------------------------------ | ----------------- |
| Nr.               | Rytter                               | Placering         |
| 171               | Aude Biannic (FRA) (landevej)        | 24.               |
| 172               | Roxane Fournier (FRA)                | 39.               |
| 173               | Lourdes Oyarbide (ESP)               | DNF               |
| 174               | Małgorzata Jasińska (POL) (landevej) | 20.               |
| 175               | Gloria Rodríguez (ESP)               | DNF               |
| 176               | Alba Teruel Ribes (ESP)              | DNF               |

| Sunweb SUN | Sunweb SUN             | Sunweb SUN |
| ---------- | ---------------------- | ---------- |
| Nr.        | Rytter                 | Placering  |
| 181        | Susanne Andersen (NOR) | DNF        |
| 182        | Lucinda Brand (NED)    | 12.        |
| 183        | Janneke Ensing (NED)   | 31.        |
| 184        | Georgi Pfeiffer (GBR)  | 45.        |
| 185        | Floortje Mackaij (NED) | 7.         |
| 186        | Julia Soek (NED)       | DNF        |

| Holland NED | Holland NED         | Holland NED |
| ----------- | ------------------- | ----------- |
| Nr.         | Rytter              | Placering   |
| 191         | Eva Bijwaard        | DNF         |
| 192         | Maaike Boogaard     | DNF         |
| 193         | Cathalijne Hoolwerf | DNF         |
| 194         | Eva Jonkers         | DNF         |
| 195         | Anne Tauber         | DNF         |
| 196         | Amber van der Hulst | 35.         |

| Health Mate-Ladies Team HMT | Health Mate-Ladies Team HMT   | Health Mate-Ladies Team HMT |
| --------------------------- | ----------------------------- | --------------------------- |
| Nr.                         | Rytter                        | Placering                   |
| 201                         | Sara Mustonen (SWE)           | DNF                         |
| 202                         | Esther Meisels (ISR)          | DNF                         |
| 203                         | Kathrin Schweinberger (AUT)   | DNF                         |
| 204                         | Christina Schweinberger (AUT) | DNF                         |
| 205                         | Kirstie van Haaften (NED)     | DNF                         |
| 206                         | Kylie Waterreus (NED)         | DNF                         |